# Vladimir Fiodorov (matematician)
Vladimir Semionovici Fiodorov (în rusă Владимир Семёнович Фёдоров); n. 1893 – d. 1983) a fost un matematician rus.
Are contribuții în domeniul teoriei mulțimilor și al funcțiilor analitice.
S-a ocupat de studiul funcțiilor Pompeiu.
Pentru studiul cristalelor, a imaginat o reprezentare plană a spațiului cu cercurile orientate în plan.
Acest tip de reprezentare este aplicat și în geometrie.
Lucrările sale au constituit o preocupare și pentru matematicienii români Grigore Moisil (1950), privind funcțiile monogene și O. M. Gheorghiu (1952) relativ la extensiunea de monogeneitate a lui Feodorov și la funcțiile de mai multe variabile hipercomplexe monogene.